# Gnathia panousei
Gnathia panousei is een pissebed uit de familie Gnathiidae. De wetenschappelijke naam van de soort is voor het eerst geldig gepubliceerd in 1971 door Daguerre de Hureaux.